# Angelo Simmons
Angelo Simmons (sinh ngày 20 tháng 7 năm 1987) là một cầu thủ bóng đá người Bermuda hiện tại thi đấu cho Dandy Town Hornets.

## Sự nghiệp câu lạc bộ
Simmons bắt đầu sự nghiệp ở vị trí tiền đạo cùng với Boulevard Blazers trước khi gia nhập Bermuda Hogges ở USL Second Division. Anh trở lại giải địa phương để thi đấu cho Dandy Town Hornets và có một khoảng thời gian ngắn ở Anh với Carshalton Athletic.

## Sự nghiệp quốc tế
Anh có màn ra mắt cho Bermuda vào tháng 9 năm 2011 trong trận đấu vòng loại World Cup trước Guyana và tính đến tháng 11 năm 2015, anh có tổng cộng 7 trận ra sân, ghi 1 bàn. Anh từng đại diện quốc gia thi đấu 6 trận tại Vòng loại giải vô địch bóng đá thế giới.

### Bàn thắng quốc tế
Tỉ số và kết quả liệt kê bàn thắng của Bermuda trước.
| N. | Ngày               | Địa điểm                                 | Đối thủ     | Tỉ số | Kết quả | Giải đấu | Refs  |
| -- | ------------------ | ---------------------------------------- | ----------- | ----- | ------- | -------- | ----- |
| 1. | 5 tháng 6 năm 2015 | Sân vận động Quốc gia, Hamilton, Bermuda | Puerto Rico | 1–0   | 1–1     | Giao hữu | [ 4 ] |